# USS Wahoo (SS-565)
USS Wahoo (SS-565) – amerykański okręt typu Tang, pierwszego powojennego typu amerykańskich okrętów podwodnych. Po wejściu do służby w marynarce amerykańskiej prowadził działania głównie na wodach Pacyfiku, w tym w ramach VII Floty, a w połowie lat 60. incydent w Zatoce Tonkińskiej zaangażował go w operacje na wodach w pobliżu Wietnamu, gdzie wielokrotnie w następnych latach powracał. W ramach pracy szkoleniowej wielokrotnie pełnił rolę zarówno okrętu-celu dla nawodnych sił ZOP, jak też sam prowadził działania przeciwpodwodne. Do 1976 roku służył następnie jako okręt szkolny dla przyszłych oficerów dowodzących okrętami podwodnymi. Od 15 listopada 1977 roku pełnił funkcję szkoleniową dla personelu irańskiego mającego objąć siostrzany okręt USS „Trout” (SS-566). Sam „Wahoo” był także przeznaczony dla Iranu, jednakże plany te zostały anulowane 31 marca 1979 roku z powodu rewolucji islamskiej w tym kraju. W konsekwencji 27 czerwca 1980 roku został wycofany ze służby w marynarce amerykańskiej i zatopiony jako okręt-cel. Okręt otrzymał nazwę na cześć najsłynniejszego amerykańskiego okrętu podwodnego z czasów drugiej wojny światowej USS Wahoo (SS-238) zatopionego 11 października 1943 roku w cieśninie La Pérouse’a.